# ꭀ
Cette page contient des caractères spéciaux ou non latins. S’ils s’affichent mal (▯, ?, etc.), consultez la page d’aide Unicode.
Le ꭀ, appelé oe renversé, est une lettre additionnelle latin utilisée dans l’alphabet Anthropos.

## Utilisation
Dans l’alphabet Anthropos révisé de 1924, schwa réfléchi dans l’o ‹ ꭀ › représente une mi-ouverte centrale non arrondie [ɜ], par exemple le i du mot anglais bird.

## Représentations informatiques
Cette lettre peut être représenté avec les caractères Unicode (Latin étendu E) suivant :
| formes    | représentations | chaînes de caractères | points de code | descriptions                        |
| --------- | --------------- | --------------------- | -------------- | ----------------------------------- |
| minuscule | ꭀ               | ꭀ                     | U+AB40         | lettre minuscule latine oe renversé |